# Кі но Томонорі
Кі но Томонорі (*紀 友則, між 845 і 850 —між 904 і 907) — середньовічний японський поет періоду Хейан. Один з «36 видатних поетів Японії» (Тридцять шість безсмертних поетів).

## Життєпис
Походив з аристократичного роду Кі. Син Кі но Арітомо, другого помічника Міністра імператорського двору. Народився між 845 і 850 роками. Здобув гарну освіту в школі чиновників.
У 897 році призначено дзьо (радником) губернатора (камі) провінції Тоса на о.  Сікоку. 898 року призначено помічником креслярів та редакторів в Центральному міністерстві. 904 році стає головним креслярем і редактором. Помер до 907 року.

## Творчість
Активно брав участь у багатьох поетичних турнірах, десятки його танка пізніше увійшли до офіційних антологій. Томонорі разом з родичем Кі-но Цукінорі та Осікоті но Міцуне та Мібу но Тадаміне розпочав роботу над упорядкування збірки «Кокін вака-сю» (згодом до нього увійшло 45 творів Кі но Томонорі), але помер передчасно. Мав власний авторський збірник «Томонорі-сю».